# Championnats d'Afrique de gymnastique aérobic
Les championnats d'Afrique de gymnastique aérobic sont une compétition sportive continentale de gymnastique aérobic organisée par l'Union africaine de gymnastique.
La première édition de la compétition a lieu en décembre 2008 en Namibie,.

## Liste des championnats
| Édition | Année | Lieu            |
| ------- | ----- | --------------- |
| 10      | 2008  | Walvis Bay      |
| 11      | 2010  | Walvis Bay      |
| 12      | 2012  | Pretoria        |
| 13      | 2014  | Walvis Bay      |
| 14      | 2016  | Alger           |
| 15      | 2018  | Brazzaville     |
| 16      | 2020  | Charm el-Cheikh |
| 17      | 2022  | Le Caire        |
| 18      | 2024  | Le Caire        |